# Leptopelis notatus
Leptopelis notatus är en groddjursart som först beskrevs av Peters 1875.  Leptopelis notatus ingår i släktet Leptopelis och familjen Arthroleptidae. IUCN kategoriserar arten globalt som livskraftig. Inga underarter finns listade i Catalogue of Life.